# Deckscape
Deckscape ist der Name einer Kartenspieleserie des Verlags Abacusspiele der italienischen Spieleautoren Martino Chiacchiera und Silvano Sorrentino. Die Spiele bauen auf das Konzept der Escape Games auf, bei denen die Mitspieler möglichst schnell aus einer Situation oder einem Raum entkommen und dafür verschiedene Aufgaben oder Rätsel lösen müssen. Mit Deckscape – Der Test und Deckscape – Das Schicksal von London erschienen die ersten beiden Spiele der Reihe im Sommer 2017, mit Deckscape – Raub in Venedig und Deckscape – Das Geheimnis von Eldorado kamen im Frühjahr und Herbst 2018 zwei weitere Spiele hinzu.
Die Spiele der Deckscape-Reihe sind wie andere Escape Games dafür konzipiert, nur einmal gespielt zu werden, da den Spielern danach die Lösungen bekannt sind.

## Thema und Ausstattung
Wie bei anderen Escape Games geht es in den Deckscape-Spielen darum, möglichst rasch aus einer Situation zu entkommen und dafür verschiedene Aufgaben und Rätsel zu lösen. Die Spiele sind dabei für einen bis sechs Spieler angelegt und für eine Spielzeit von etwa 60 Minuten konzipiert.
Die Deckscape-Spiele bestehen jeweils aus 60 Karten mit Szenarienbeschreibungen, Rätselaufgaben und Hinweisen bzw. Gegenständen, die für die Lösung der Rätsel benötigt werden. Anders als etwa bei den Spielen der Reihe Exit – Das Spiel wird das Spielmaterial im Spiel nicht beschädigt oder beschriftet. Eine Ausnahme stellt die Auswertungskarte dar, die beschriftet werden muss. Benötigt werden zudem Stifte und Papier zum Aufschreiben von Notizen sowie eine Uhr zum Bestimmen der Zeit, die für die Lösung benötigt wurde.

## Spielweise
Die konkrete Spielweise ist abhängig von dem jeweiligen Spiel. Die Kartensätze sind bereits nach der nummerierten Reihenfolge von 1 bis 60 sortiert und werden einfach nacheinander gelesen, die Anleitungen werden durchgeführt. Die ersten Karten führen die Spielergruppe in das jeweilige Szenario ein und erklären die Spielregeln. Einzelne Karten mit Hinweisen werden beiseite gelegt und sollen nur im Notfall genutzt werden, die Auswertungskarte wird mit der Anfangszeit des Abenteuers beschriftet. Die Spieler können entsprechend beginnen, die vorliegenden Rätsel zu lösen und nach und nach alle Lösungen zu finden, um das Spiel zu gewinnen.
Im Laufe des Spiels werden mehrere Stapel mit Aufgaben gebildet, die parallel gelöst werden können. Für die Lösung der verschiedenen Rätsel der Spiele werden teilweise andere Gegenstände benötigt, die gefunden und interpretiert werden müssen. Haben die Mitspieler eine Lösung für eine Karte gefunden, wird diese anhand der Rückseite überprüft und kann entweder richtig oder falsch gelöst sein. Ist die Lösung korrekt, spielen die Spieler direkt mit der nächsten Karte weiter, ist sie falsch bekommen sie ein Fehlerkreuz auf die Auswertungskarte und spielen danach weiter. Wenn die Mitspieler das Gefühl haben, nicht weiterzukommen, können sie die vorhandenen Hilfekarten nutzen.
Abhängig von der Dauer, die sie zur Lösung des Spiels benötigt haben und der Fehler erhalten die Spieler am Ende des Spiels eine Wertung für ihr Spiel. Diese ergibt sich aus der Zeit, zu der entsprechend der Kartenanweisungen für Fehler Strafminuten addiert werden.

## Ausgaben
In der Serie Deckscape erschienen 2017 und 2018 jeweils zwei Ausgaben und eine weitere im Jahr 2019:
- Deckscape – Der Test

Die Spieler werden in dem Labor von Doktor Thymes erwartet und müssen einen Test bestehen. Während der Doktor die Aufgabe erklärt, drückt er versehentlich einen Knopf und verschließt damit das Labor, er selbst fällt durch eine Falltür. Die Spieler haben nun die Aufgabe, aus dem Labor zu entkommen und alle gefundenen Aufgaben zu lösen.
- Deckscape – Das Schicksal von London

Die Spieler werden von einem Agenten des Geheimdienstes für eine streng geheime Mission ausgewählt, bei der sie die Stadt London vor einem Bombenattentat mit vier Bomben retten müssen.
- Deckscape – Raub in Venedig

Bei Raub in Venedig müssen die Spieler als Team von Meisterdieben in das älteste Casino von Venedig einbrechen und einen 1-Milliarde-Euro-Poker-Chip stehlen.
- Deckscape – Das Geheimnis von Eldorado

Die Spieler sind auf dem Rückweg einer erfolglosen Suche nach dem sagenhaften Eldorado, als ihr Flugzeug abstürzt und sie in einem bislang unbekannten Gebiet im Regenwald notlanden müssen.
- Deckscape – Hinter dem Vorhang

Die Spieler haben Freikarten für die letzte Show des großen Magiers Lance Oldman erhalten und müssen die Geheimnisse des Magiers ergründen und selbst Unglaubliches vollbringen.
- Deckscape – Der Fluch der Sphinx

Auf einem Ausflug in Gizeh werden die Spieler in einer Pyramide gefangen und müssen nun den Weg heraus finden, bevor die Mumie sie erwischt.
Ergänzend zu den offiziellen Spielen erschien ein Demospiel mit zehn Karten.

## Entwicklung und Rezeption
Die Spielereihe Deckscape wurde von Martino Chiacchiera und Silvano Sorrentino entwickelt. Die Spiele bauen auf das Konzept der Escape Games auf und nutzen die Grundregeln, nach denen die in einem Raum eingeschlossenen Personen gemeinsam einen Ausweg finden müssen. Dieses Konzept wird sowohl bei Umsetzungen für Computerspiel wie auch in Live-Spielen verwendet und wurde für Brettspiele unter anderen für die Kosmos-Reihe Exit – Das Spiel umgesetzt, die 2017 als Kennerspiel des Jahres 2017 ausgezeichnet wurde. Die grafische Umsetzung der Deckscape-Spiele stammt von Alberto Bontempi.
Deckscape erschien zuerst im März 2017 bei dem italienischen Verlag dV Giochi in einer italienischen und einer englischen und wurde danach in verschiedenen Sprachversionen veröffentlicht. So erschien Deckscape – Der Test im deutschsprachigen Raum bei Abacusspiele im August 2017, in den Niederlanden bei 999 Games auf Niederländisch und bei Korea Boardgames auf Koreanisch. Eine spanische Version bei Mercurio ist für 2018 angekündigt. Deckscape – Das Schicksal von London erschien bisher nur auf Italienisch, Englisch und Deutsch. Im Frühjahr 2018 erschien Deckscape – Raub in Venedig als dritter Teil der Serie erneut auf Italienisch, Englisch und Deutsch.

## Belege
1. 1 2 3  Spieleanleitung für Deckscape auf den Karten des Spiels.
2. ↑  Deckscape – Demospiel (Seite dauerhaft nicht mehr abrufbar, festgestellt im Dezember 2023. Suche in Webarchiven) auf der Website von Abacusspiele.
3. ↑  Kennerspiel des Jahres 2017 (Memento vom 18. Februar 2018 im Internet Archive), abgerufen am 14. Februar 2018.
4. ↑  Versionen von Deckscape – Der Test in der Spieledatenbank BoardGameGeek; abgerufen am 14. Februar 2018.
5. ↑  Versionen von Deckscape – Das Schicksal von London in der Spieledatenbank BoardGameGeek; abgerufen am 14. Februar 2018.
6. ↑  Versionen von Deckscape – Raub in Venedig in der Spieledatenbank BoardGameGeek; abgerufen am 14. Februar 2018.